# Wolodymyr Schmondenko
Wolodymyr Schmondenko (ukrainisch Володимир Шмонденко, englisch Vladimir Shmondenko; * 10. August 1999) ist ein ukrainischer Gewichtheber und Webvideoproduzent, der unter dem Pseudonym Anatoly international Bekanntheit erlangte.

## Leben und Karriere
Schmondenko baute sein erstes Fitnessstudio aus alten Traktorteilen, Autorädern und Ziegeln. In den Jahren 2017 und 2018 gewann Schmondenko zweimal die Kategorie „Teenager“ des Gewichtheben-Wettbewerbs Kyiv Cup. 2018 belegte er bei den Weltmeisterschaften im Gewichtheben den dritten Platz in der Kategorie der 18– und 19-jährigen.
Seine ersten Videos für YouTube drehte er mit 15 Jahren. Die ersten 100.000 Aufrufe sammelte er mit einem Video über Essen für 100 Rubel. Nebenher hatte er verschiedene Nebenjobs im Landschaftsbau, später arbeitete er parallel als Kellner und Lieferbote. Große Bekanntheit erlangte Shmondenko durch seine inkognito veröffentlichten Fitnessstudio-Videos, in denen er sich als Reinigungskraft oder Rentner ausgibt und dann vor den anderen Fitnessstudio-Besuchern ein- oder zweihändig Hanteln hebt und bewegt. Für seine Streiche verwendet Schmondenko einen speziellen Wischmopp und einen Eimer, die jeweils 32 Kilogramm wiegen. Das erste Video wurde im Dezember 2015 hochgeladen. In den ersten drei Jahren produzierte Schmondenko ausschließlich faktische Fitnessvideos. 2019 zog Schmondenko nach Moskau und begann, russischsprachige Streichvideos für Fitnessstudios zu drehen. Nach dem russischen Einmarsch in die Ukraine zog Schmondenko nach Dubai, lernte Englisch und begann, Streichvideos für Fitnessstudios auf Englisch zu drehen. 2022 produzierten Schmondenko und der Powerlifter Larry Wheels gemeinsam ein einstündiges Video. Schmondenko begann, als alter Mann verkleidet zu filmen, unter anderem am Muscle Beach in Kalifornien.
Im Jahr 2023 hatte Schmondenko ein geschätztes Nettovermögen von 1,45 Millionen Pfund. Er wurde zu einem Treffen mit dem Prinzen von Bahrain, Salman bin Hamad Al Khalifa, eingeladen. Im Jahr 2025 war Schmondenko Eigentümer von Arriba Nutrition mit der Produktreihe der Nahrungsergänzungsmittel „Mr Anatoly Clean Pro“. Im Jahr 2025 wurde Schmondenkos Vermögen auf 2–3 Millionen Dollar geschätzt. Schmondenko lebt mit seiner Partnerin Valery Shirshova, einem Model, zusammen.